# Riedelia whitei
Riedelia whitei är en enhjärtbladig växtart som beskrevs av Henry Nicholas Ridley. Riedelia whitei ingår i släktet Riedelia och familjen Zingiberaceae. Inga underarter finns listade i Catalogue of Life.